# Philipp Hörmann
Philipp Hörmann (* 30. April 1990 in Graz) ist ein österreichischer Fußballspieler.

## Karriere
Hörmann begann seine Karriere beim SK Sturm Graz, bei dem er auch sämtliche Altersstufen in der Akademie durchlief. Im September 2007 spielte er erstmals für die Amateure von Sturm in der Regionalliga. In vier Spielzeiten bei Sturm II absolvierte er 77 Partien in der dritthöchsten Spielklasse, der Sprung zu den Profis blieb ihm jedoch verwehrt. Zur Saison 2011/12 wechselte er zum Zweitligisten SCR Altach. Im Juli 2011 debütierte er dann in der zweiten Liga, als er am ersten Spieltag jener Saison gegen den First Vienna FC in der 73. Minute für Daniel Schöpf eingewechselt wurde. In seiner ersten Zweitligasaison kam er zu 24 Einsätzen, in denen er drei Tore erzielte. In der Saison 2012/13 kam er nur noch zweimal zum Einsatz und spielte sonst primär für die drittklassigen Amateure der Altacher, in der Saison 2013/14 spielte er in der Hinrunde dann gar nur noch in der Regionalliga.
Im Jänner 2014 wechselte Hörmann dann nach Liechtenstein zum in der vierten Schweizer Liga spielenden USV Eschen-Mauren. Für die Liechtensteiner absolvierte er neun Partien in der 1. Liga. Zur Saison 2014/15 kehrte er nach einer Spielzeit im Ausland wieder nach Österreich zurück und schloss sich dem Regionalligisten FC Dornbirn 1913 an. In drei Jahren in Dornbirn spielte er 66 Mal in der Regionalliga West und erzielte dabei 14 Tore.
Zur Saison 2017/18 wechselte der Mittelfeldspieler zum fünftklassigen FC Bizau. Mit Bizau stieg er 2018 in die Vorarlbergliga auf. In drei Jahren in Bizau kam er zu 63 Einsätzen in den Spielklassen vier und fünf. Zur Saison 2020/21 wechselte er innerhalb der Liga zum FC Höchst. In Höchst spielte er bis zum COVID-bedingten Saisonabbruch zehnmal in der Vorarlbergliga. Nach der Saison 2020/21 verließ er den Verein wieder. Nach einem Jahr ohne Klub wechselte er zur Saison 2022/23 zum fünftklassigen FC Kennelbach.

## Persönliches
Sein Vater Walter (* 1961) war ebenfalls Fußballspieler und zudem österreichischer Nationalspieler.